# 넓적부리
넓적부리(northern shoveler, Spatula clypeata, northern shoveller, shoveler)는 오리의 일종이다. 유럽과 아시아 북부 지역에서 새끼를 낳으며 북아메리카 대부분에 서식하며, 남유럽, 아프리카, 인도 아대륙, 동남아시아, 남아메리카 중부 및 북부에서 월동을 한다. 오스트레일리아에서는 잘 보이지 않는다. 북아메리카에서는 허드슨만 남부 끝자락과 이 만의 서부, 그리고 오대호 최남단에서 서쪽으로는 콜로라도주, 네바다주, 오리건주에서 새끼를 낳는다.
넓적부리는 AEWA(아프리카-유라시아 이동성 물새협정)가 적용되는 종들 가운데 하나이다. 이 새는 현재 관심대상종에 속한다.

## 분류
넓적부리는 스웨덴의 칼 폰 린네가 1758년 처음으로 《자연의 체계》의 제10권에 공식 기재하였다. 그는 학명을 Anas clypeata로 소개하였다.
오늘날 받아들여지는 생존하는 아종은 존재하지 않는다.

## 개요
이 종은 매우 커다란 부리를 가지고 있다. 암컷은 청둥오리처럼 칙칙하고 얼룰덜룩한 갈색을 띄지만 회색빛의 긴 부리를 통해 쉽게 구별이 가능하다.
이들은 몸 길이가 48 센티미터에 이르며 날개 길이는 76 센티미터, 몸무게는 600그램이다.

## 사진

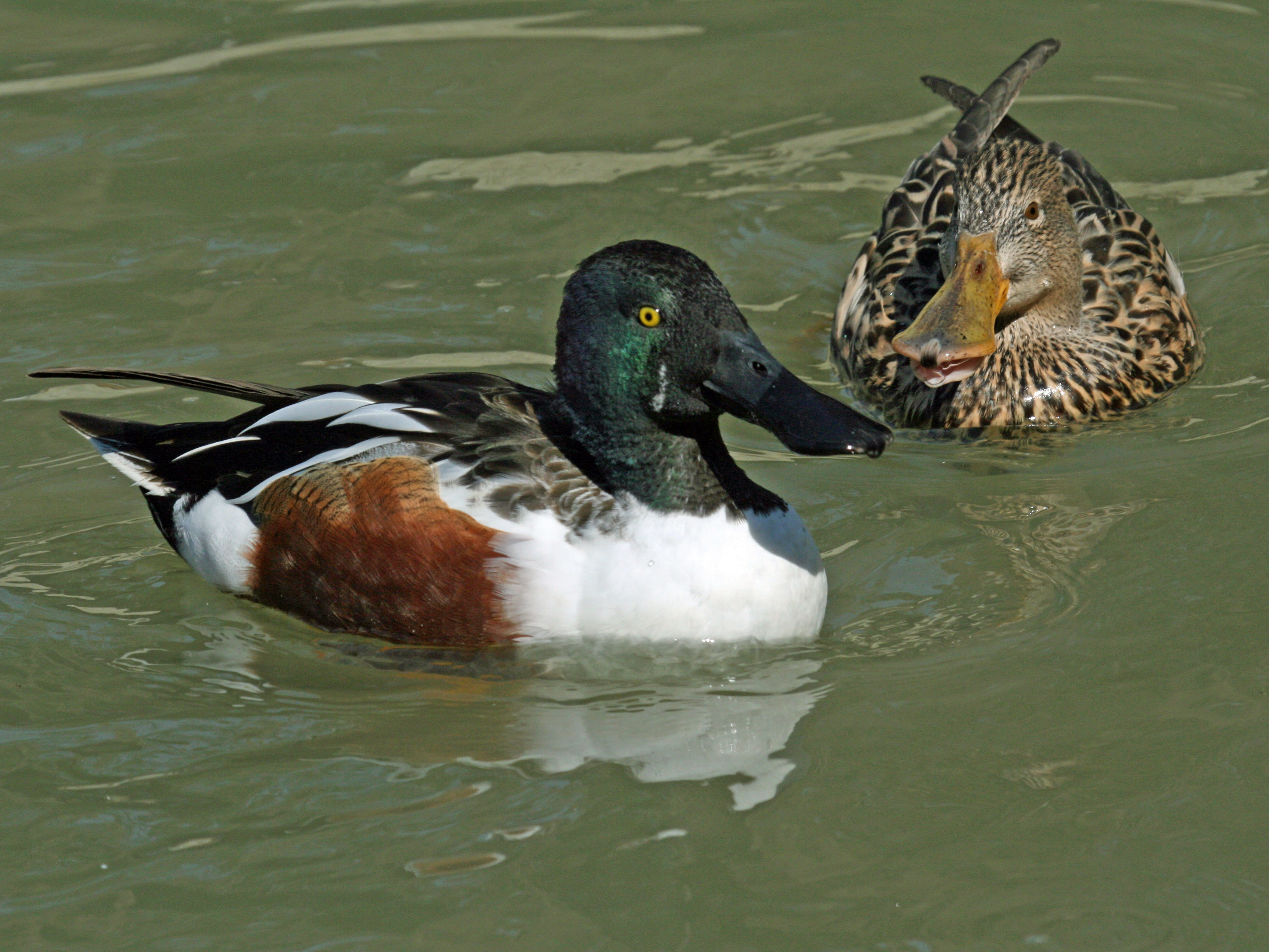
한 쌍 (Scotland Heights Waterfowl Park)
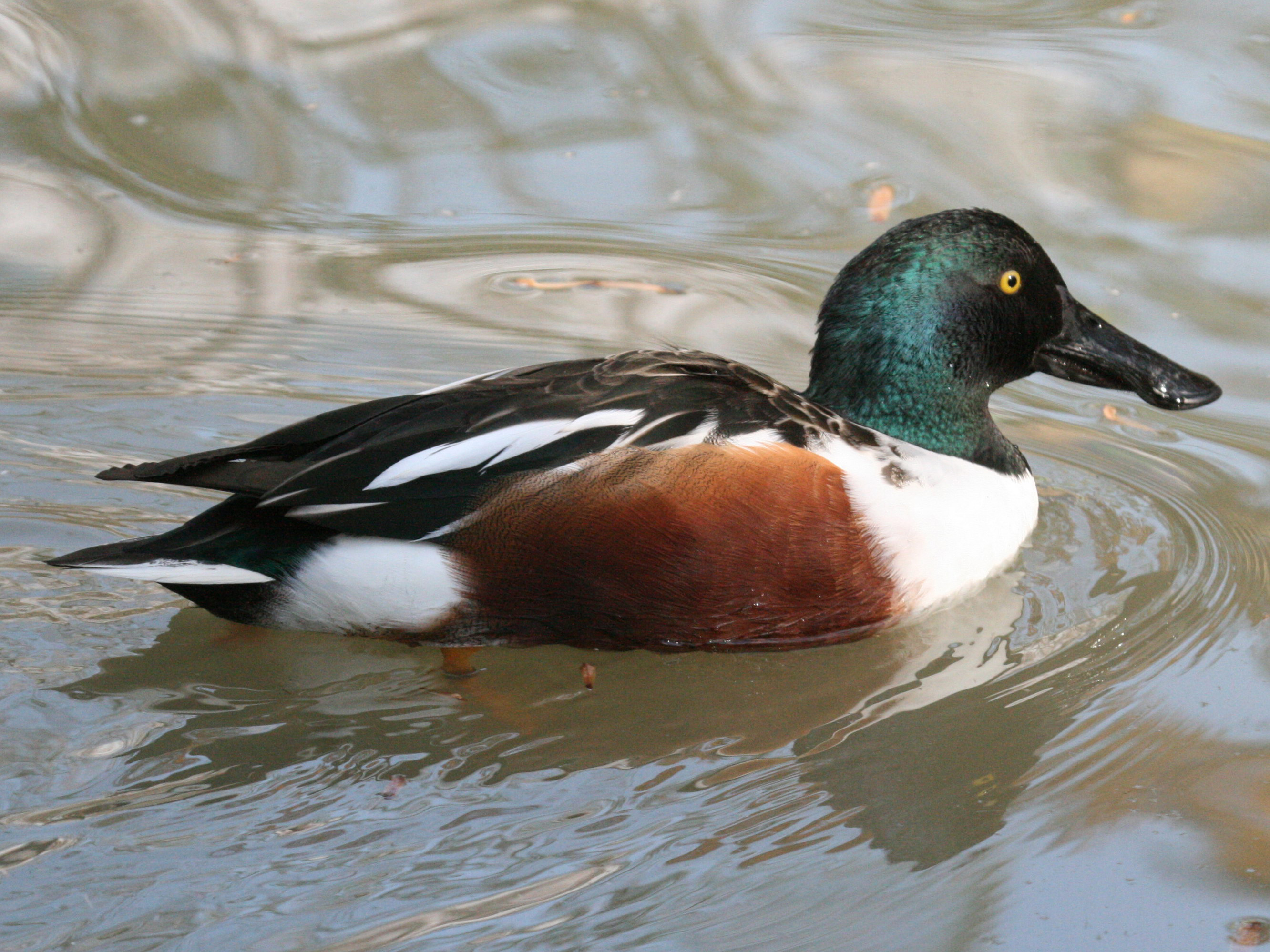
수컷 (Scotland Heights Waterfowl Park)
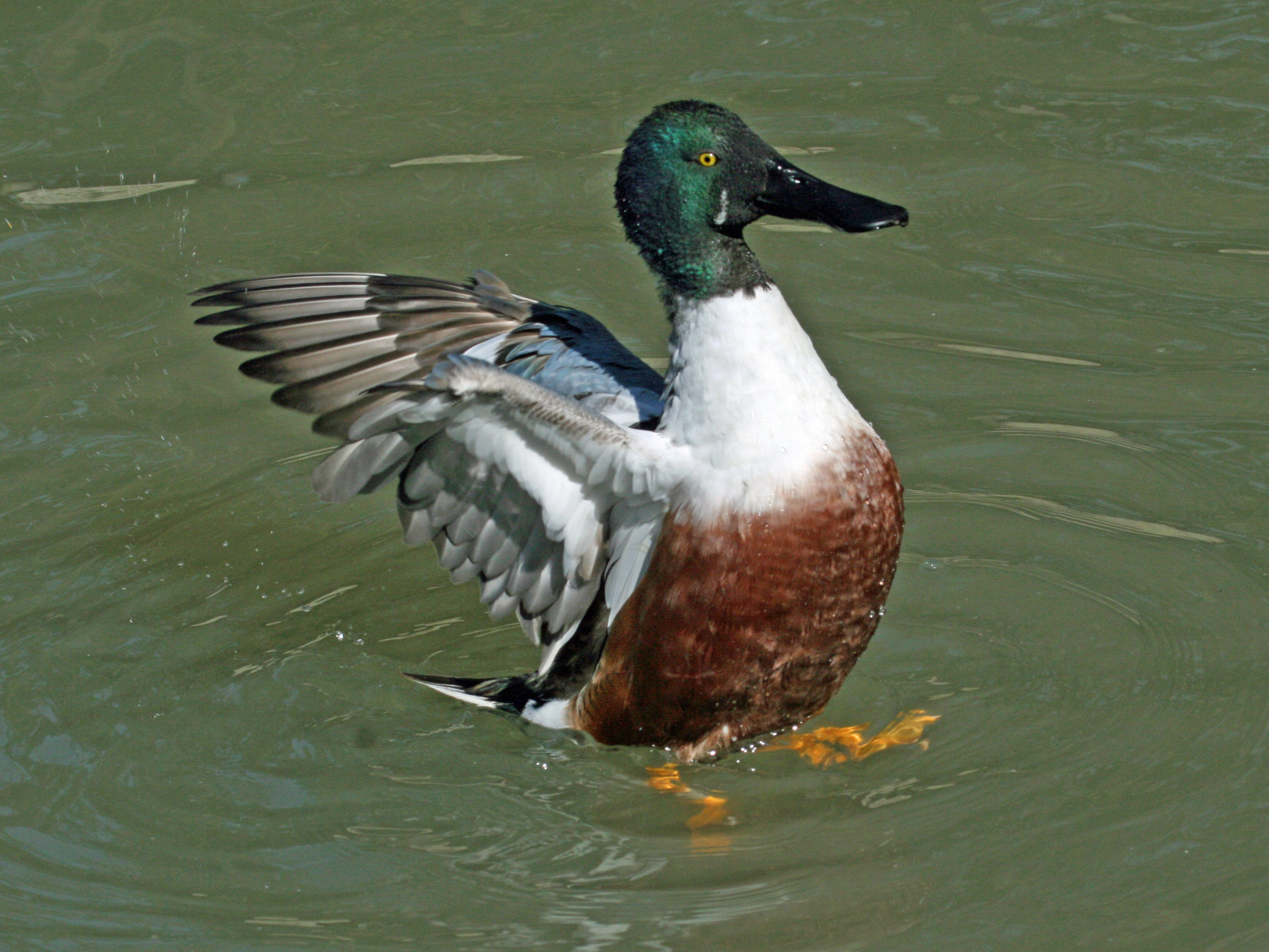
수컷 (Scotland Heights Waterfowl Park)
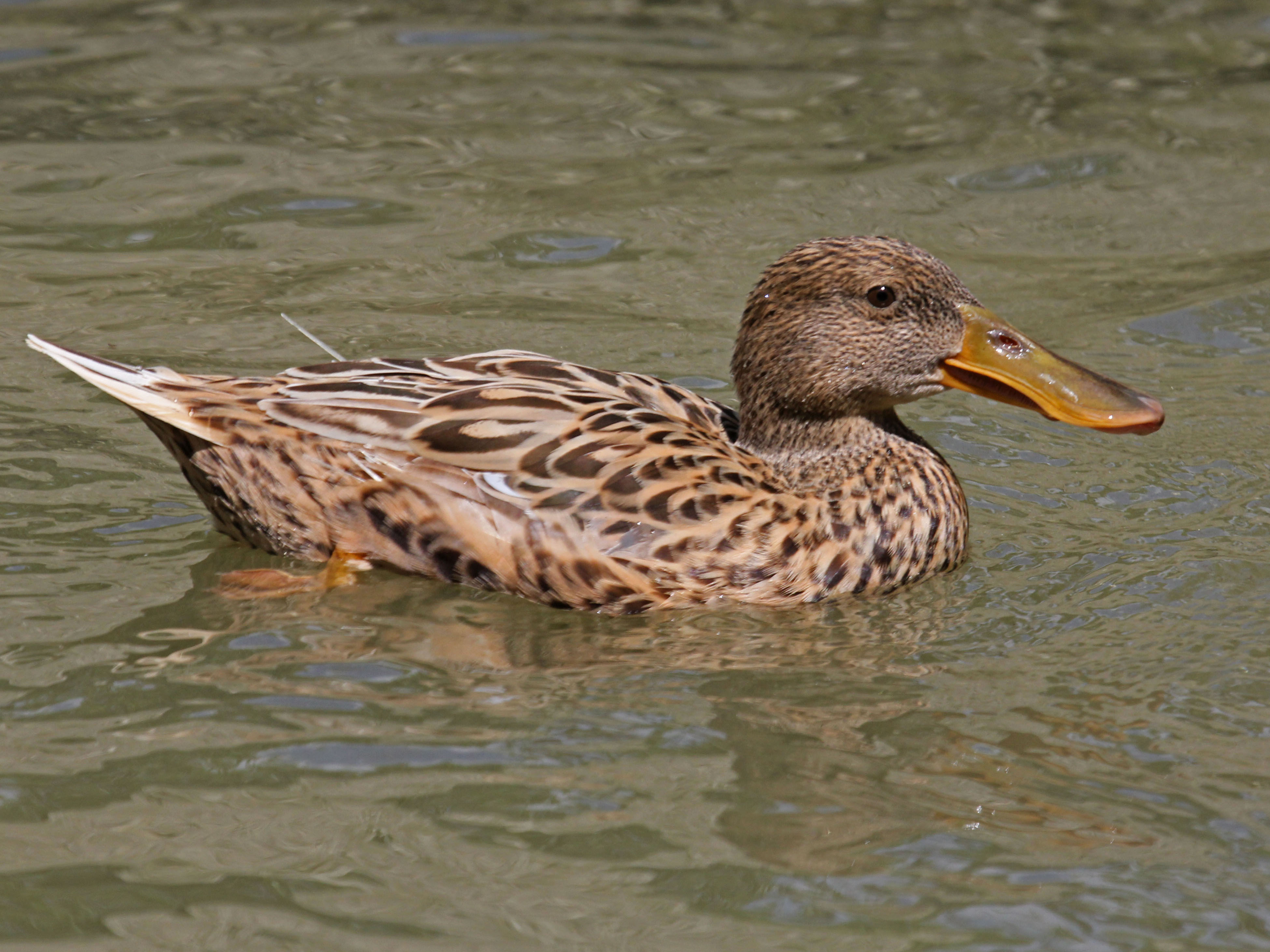
암컷 (Scotland Heights Waterfowl Park)
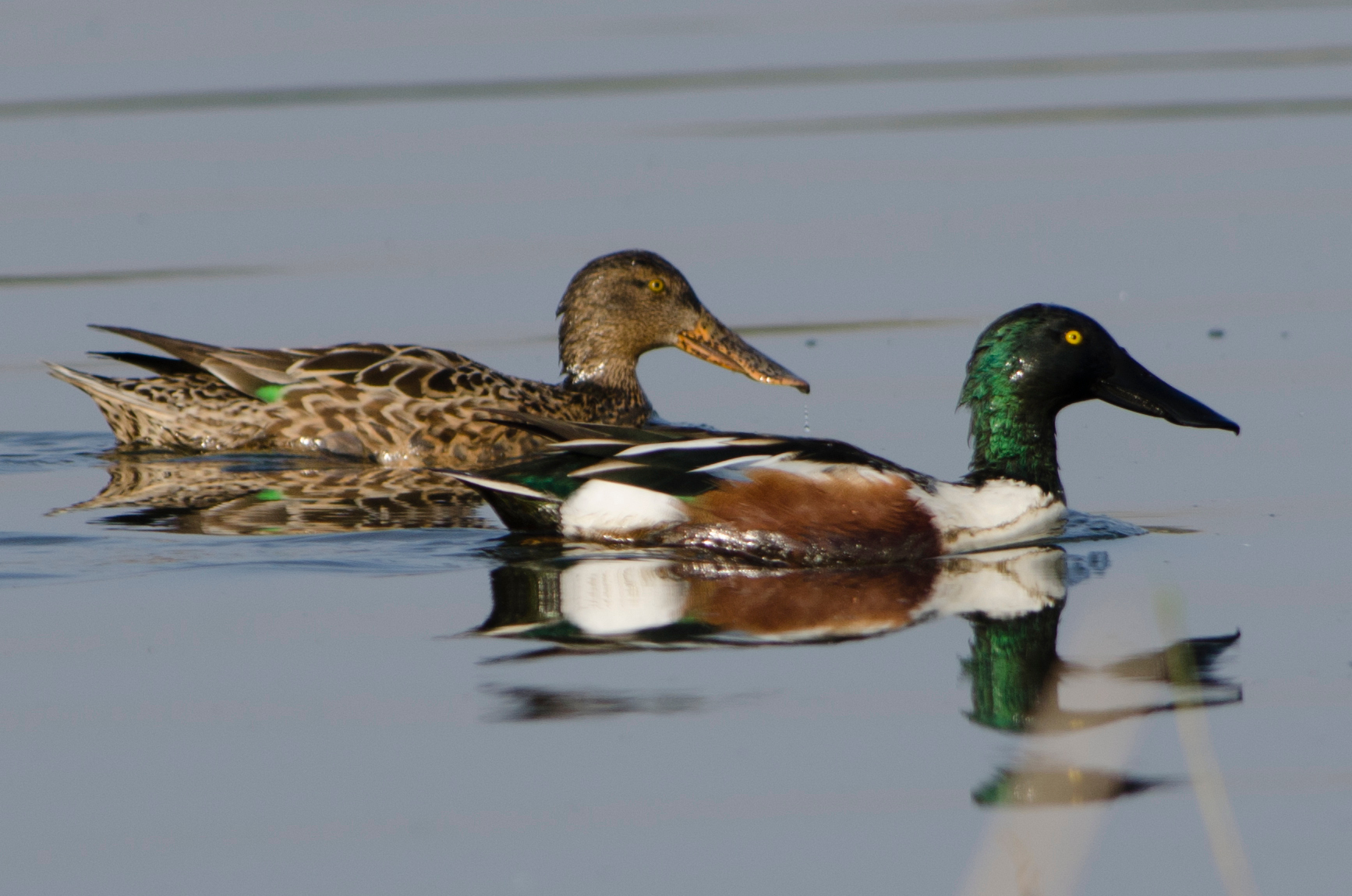
한 쌍
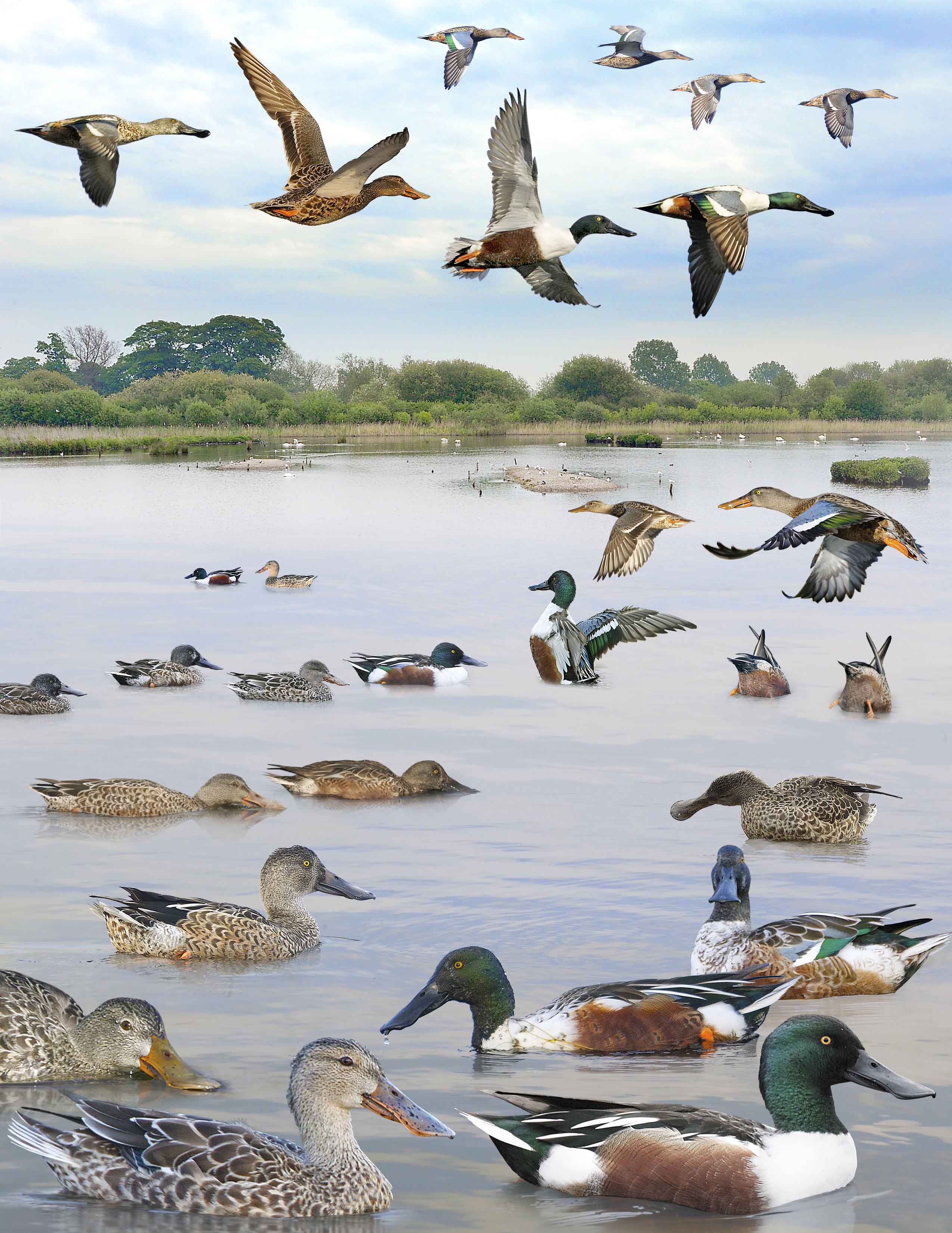
ID 합성
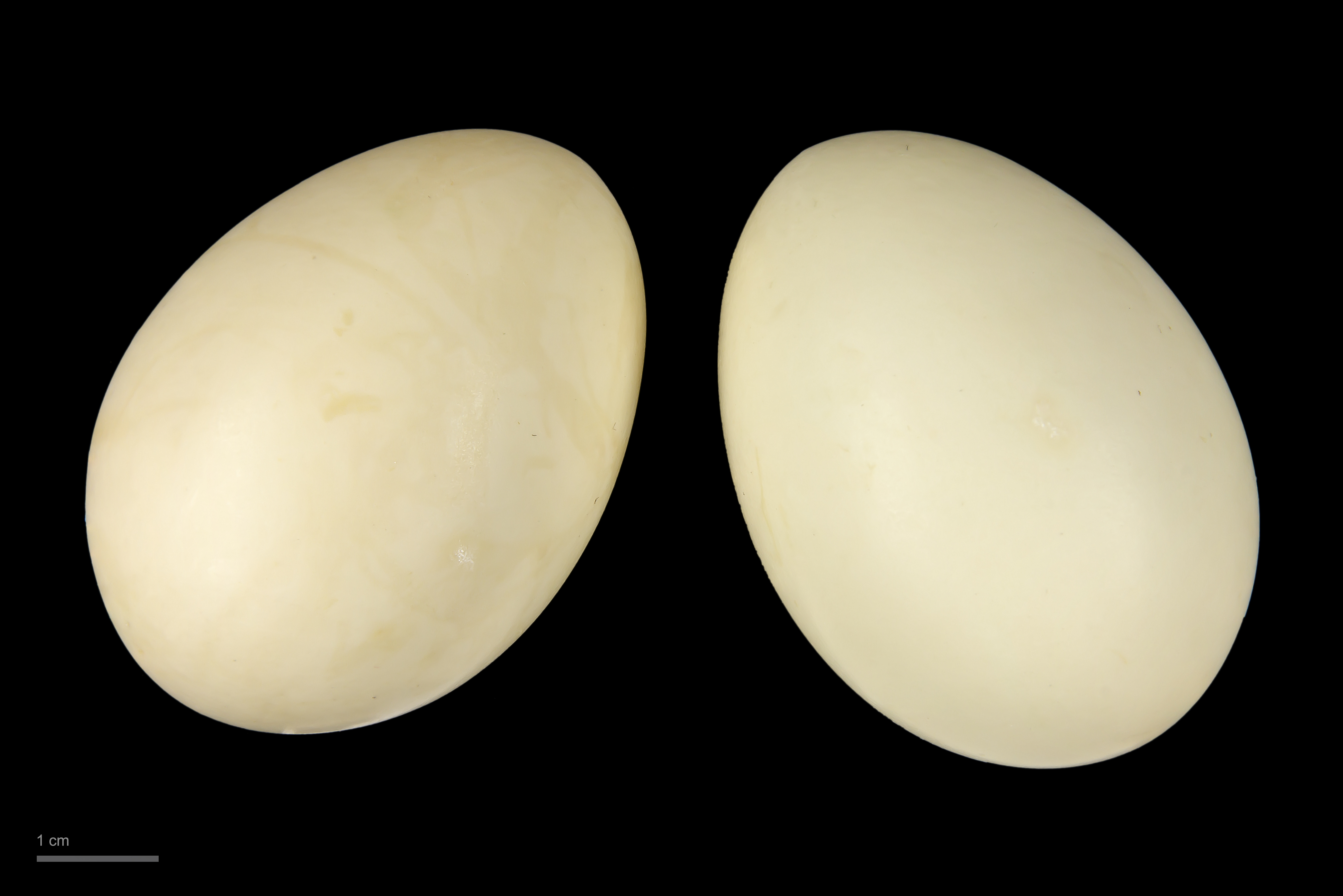
Museum specimen -

## 같이 보기
- 비오리